# Ligament radio-carpien palmaire
Le ligament radio-carpien palmaire (ou faisceau radio-carpien du ligament antérieur de l’articulation du poignet) est un ligament de l'articulation radio-carpienne.
Le ligament radio-carpien palmaire est une large bande membraneuse qui s'étend du rebord antérieur de la facette articulaire de la tête du radius et de la face antérieure du processus styloïde du radius à la face antérieure des os lunatum, triquetrum et capitatum et scaphoïde. 
Il est perforé pour le passage de vaisseaux sanguins.
En avant, il est en relation avec les tendons du muscle fléchisseur profond des doigts et du muscle long fléchisseur du pouce.
En arrière, il est étroitement adhérent au bord antérieur du disque articulaire de l'articulation radio-ulnaire distale.
Il forme, avec le ligament ulno-carpien palmaire, le ligament antérieur de l'articulation du poignet.